# David Dickinson
David Dickinson (1 januari 1980) is een Schots voetbalscheidsrechter. Hij is in dienst van FIFA en UEFA sinds 2023. Ook leidt hij sinds 2021 wedstrijden in de Scottish Premiership.
Op 6 maart 2021 leidde Dickinson zijn eerste wedstrijd in de Schotse nationale competitie. Tijdens het duel tussen St. Johnstone en Hibernian (1–0) trok de leidsman driemaal de gele kaart. In Europees verband debuteerde hij op 13 juli 2023 tijdens een wedstrijd tussen MŠK Žilina en FCI Levadia in de eerste voorronde van de UEFA Conference League; het eindigde in 2–1 en de Schotse leidsman gaf acht gele kaarten. Zijn eerste interland floot hij op 6 juni 2025, toen Polen met 2–0 won van Moldavië door doelpunten van Matty Cash en Bartosz Slisz. Tijdens dit duel gaf Dickinson twee gele kaarten.

## Interlands
| Datum       | Plaats         | Wedstrijd        | Uitslag | Competitie        | Kreeg geel | Kreeg voor de tweede keer geel en dus rood | Weggestuurd |
| ----------- | -------------- | ---------------- | ------- | ----------------- | ---------- | ------------------------------------------ | ----------- |
| 6 juni 2025 | Chorzów, Polen | Polen – Moldavië | 2 – 0   | Vriendschappelijk | 2          | 0                                          | 0           |

Laatst bijgewerkt op 7 juni 2025.